# Шнейдерман, Марк Павлович
Марк Па́влович Шнейдерма́н (16 июля 1899, Иркутск — 17 мая 1948, Томилино, Московская область) — советский организатор кинопроизводства, директор Ленинградской кинофабрики (1932—1934), военный разведчик, политработник.

## Биография
Родился в семье Павла Григорьевича Шнейдермана, врача Детского приюта имени государыни императрицы Марии Фёдоровны (1908—1916), заведующего Иркутским еврейским бесплатным училищем, видной фигуры еврейской общины Иркутска и Национального совета евреев Сибири и Урала. В 1915 году окончил коммерческое училище. В 1917—1918 годах — служащий топливного отдела Иркутского совета рабочих, крестьянских и солдатских депутатов, председатель профсоюза работников лесозаготовок.
В 1919 году вступил в РККА. В 1919—1922 годах участник Гражданской войны в Сибири и на Дальнем Востоке. Во время занятия Сибири белыми войсками два раза подвергался аресту за уклонение от военной службы. Будучи отправлен в часть, оттуда бежал. В 1919—1921 годах — красноармеец-разведчик 1-й Коммунистической бригады (Иркутск), начальник команды разведчиков, военный комиссар батальона, начальник школы младших командиров 2-й Верхнеудинской стрелковой дивизии. В 1920 году вступил в РКП(б). В 1921—1922 годах — начальник агитационного отделения политуправления Народно-революционной армии Дальневосточной республики (НРА ДВР).
После Гражданской войны на ответственных должностях политсостава РККА. С августа 1923 года — начальник агитационного отделения политотдела 5-й армии, с октября того же года — начальник политотдела 2-й Приамурской стрелковой дивизии. В 1925—1926 годах — помощник начальника, начальник агитационно-пропагандистского отдела политуправления Сибирского военного округа (СибВО), ответственный секретарь ячейки ВКП(б) штаба СибВО. Ответственный редактор журнала политуправления СибВО «Учёба и воспитание» (1926).
С декабря 1926 года — преподаватель курса партийно-политической работы Военно-морской академии Рабоче-Крестьянского Флота. В 1928 году был в служебной командировке в Германии.
С мая 1932 года — руководитель военного сектора, с октября 1932 года по февраль 1934 года — директор Ленинградской кинофабрики.
По заданию политуправления РККА большое внимание уделял производству военно-оборонных фильмов. За фильм «Чапаев» получил от Ворошилова золотые часы. «Военный вестник» писал:

При создании кинофильма «Чапаев» была проявлена большая любовь, энергия и забота по материальному обеспечению со стороны дирекции Ленинградской кинофабрики в лице тт. Шостака, Шнейдермана и т. Ионисяна, что помогло бр. Васильевым создать столь блестящий и сильный фильм.
11 января 1935 года по случаю 15-летия советской кинематографии награждён грамотой ЦИК СССР.
Окончив в 1935 году школу при Разведывательном управлении РККА, выполнял разведзадания в странах Европы, в Японии, Китае и США. С  17 февраля 1936 года — бригадный комиссар. В августе 1937 года, по его собственному признанию, участвовал в операции по отравлению маршала МНР Дэмида.
Арестован 15 декабря 1937 года. До 2 октября 1938 года находился под следствием. Освобождён ввиду прекращения дела за отсутствием виновности. Устроился на работу директором вечерней школы. 4 марта 1939 года вновь арестован по обвинению в покушении на убийство Сталина и 29 мая того же года приговорён к восьми годам исправительно-трудовых лагерей. Срок заключения отбывал на Колыме, сначала на общих работах, затем фельдшером. 26 декабря 1946 года вышел на свободу. Прописался в Петушках, но тайно жил с семьёй в Томилино. Умер 17 мая 1948 года. Реабилитирован 22 декабря 1956 года определением Военной коллегии Верховного суда СССР.

### Семья
- Жена — Вера Васильевна Бердникова (1901—1996), советская военная разведчица[19].